# 元少年の歌
「元少年の歌」（もとしょうねんのうた）は、日本のバンド・フラワーカンパニーズの21枚目のシングル。

## 解説
- 20周年を締め括るシングルで、前作より約1年4ヶ月ぶりのリリース。
- 表題曲はバンド史上初となる映画「誘拐ラプソディー」の主題歌。
- 初回生産限定盤と通常盤の2形態で発売。
- 初回盤は約9分に及ぶ表題曲MV、「深夜高速 (Acoustic)」レコーディング風景を収録したDVD付。

## 収録曲
全作詞・作曲：鈴木圭介
1. 元少年の歌 (4:15)
編曲：フラワーカンパニーズ
角川映画「誘拐ラプソディー」主題歌
2. 40 (3:30)
編曲：フラワーカンパニーズ
メンバー全員が40歳になることを記念して作られた楽曲。
3. 深夜高速 (Acoustic) (3:56)
編曲：フラワーカンパニーズ・曽我部恵一
プロデュースを曽我部恵一が担当。
ピアノ・オルガンで奥野真哉（ソウル・フラワー・ユニオン）が参加。

## 初回特典DVD
- 元少年の歌 (PV Full Ver.)
監督：榊英雄
映画「誘拐ラプソディー」の1年後の世界を描いている。映画キャストに加え、ゲストとして原作者の荻原浩、盟友であるウルフルケイスケが出演。
- 深夜高速 (Acoustic) レコーディング風景

## 収録アルバム
- チェスト! チェスト! チェスト! (Album ver.)
- 新・フラカン入門 (2008-2013)